# Unité urbaine de Lorient
L'unité urbaine de Lorient est une unité urbaine française centrée sur la ville de Lorient, première ville du département du Morbihan en région Bretagne.
Elle fait partie de la catégorie des grandes agglomérations urbaines de la France, c'est-à-dire ayant plus de 100 000 habitants.

## Données générales
En 2010, selon l'INSEE, l'unité urbaine de Lorient est composée de cinq communes, toutes situées dans le département du Morbihan, plus précisément dans l'arrondissement de Lorient.
En 2020, l'Insee définit un nouveau zonage des unités urbaines. La nouvelle unité urbaine de Lorient comprend désormais une commune supplémentaire : Caudan.
En 2022, avec 124 647 habitants, elle représente la 1re unité urbaine du département du Morbihan et occupe le 3e rang dans la région Bretagne, après les unités urbaines de Rennes et de Brest.
En 2022, sa densité de population s'élève à 834 hab/km2. Par sa superficie, elle ne représente que 2,2 % du territoire départemental mais, par sa population, elle regroupe 16,06 % (environ un sixième) de la population du département du Morbihan.

Agglomérations de plus de 100000 habitants en France en 2022.

## Composition 2020 de l'unité urbaine
Elle est composée des six communes suivantes :
| Nom                    | Code Insee | Département | Statut       | Superficie (km2) | Population (dernière pop. légale) | Densité (hab./km2) | Modifier                                    |
| ---------------------- | ---------- | ----------- | ------------ | ---------------- | --------------------------------- | ------------------ | ------------------------------------------- |
| Lorient (ville-centre) | 56121      | Morbihan    | ville-centre | 17,48            | 58 202 (2022)                     | 3 330              | modifier les données · modifier les données |
| Caudan                 | 56036      | Morbihan    | banlieue     | 42,63            | 7 110 (2022)                      | 167                | modifier les données · modifier les données |
| Lanester               | 56098      | Morbihan    | banlieue     | 18,37            | 23 188 (2022)                     | 1 262              | modifier les données · modifier les données |
| Larmor-Plage           | 56107      | Morbihan    | banlieue     | 7,27             | 8 368 (2022)                      | 1 151              | modifier les données · modifier les données |
| Ploemeur               | 56162      | Morbihan    | banlieue     | 39,72            | 18 873 (2022)                     | 475                | modifier les données · modifier les données |
| Quéven                 | 56185      | Morbihan    | banlieue     | 23,93            | 8 906 (2022)                      | 372                | modifier les données · modifier les données |

## Évolution démographique
L'évolution démographique ci-dessous concerne l'unité urbaine selon la délimitation de 2020.
| 1968    | 1975    | 1982    | 1990    | 1999    | 2006    | 2011    | 2016    | 2022    |
| ------- | ------- | ------- | ------- | ------- | ------- | ------- | ------- | ------- |
| 104 295 | 115 090 | 116 642 | 122 162 | 122 918 | 123 574 | 121 197 | 121 179 | 124 647 |